# WowShop
WowShop（以前称为CJ Wow Shop ）是WowShop私人有限公司旗下的家庭购物电视连锁店的公司。首要媒体集团的子公司。  该频道开播于2016年4月1日推出四个首要媒体电视频道TV3、NTV7 （现名DidikTV KPM）、八度空间和TV9共享播出时间。它提供各种类别的各种产品。  截至2017年，CJ Wow Shop的收入约占58%，从 2,770万令吉增至2018年第一季度的 4,400万令吉。 该连锁店于2020年11月1日更名为WowShop。

## 历史
CJ Wow Shop于2016年4月1日推出，此前首要媒体集团与CJ O Shopping Corporation（韩国企业集团CJ集团的子公司）签署协议，创建一个整合电视、在线和移动平台的家庭购物网络。 新渠道将由CJ O Shopping Sdn Bhd。 CJ Wow Shop自开业首日起，已追踪超过1,400份订单，销售收入比最初目标翻倍，从早上6点首播开始，得到全马各地的响应，其中至少有50笔订单来自东马顾客。
首要媒体于2020年9月1日从CJ集团收购该连锁店49%的股份后，CJ Wow Shop于 2020年11月1日更名为Wow Shop。此次收购是首要媒体提升电子商务和购房行业前景计划的一部分。

## Wow Shop主持人
- 程珈琪
- 康霹欣
- 连杨贤
- 陈苛敏
- 杜响萍
- 黄明慧
- 何海其
- 陈志康
- 陈丽亭
- 苏进川
- 林伟仲

## 批评
自成立以来，Wow Shop与所有首要媒体电视频道共享播出时间，在社交媒体上引起了极大的批评，因为晚间节目的很大一部分已被网络取代，这些时段以前播出的节目大多是重播，包括宗教节目和儿童节目。     该节目还在周一至周四的马来西亚开斋节和周五至周日的Borak Kopitiam（已停播）之前早上6点播出。  虽然在MYTV （104和106频道（中文））和Unifi TV （104频道）24小时播出，但于2019年1月1日停播，播出变化仍然存在。

## 争议
2024年8月6日，尽管面临各种营运挑战，包括杯葛潮冲击广告客户，但首要媒体（MEDIA，4502，主板电讯媒体股）依然会积极通过各种策略性措施，开拓收入来源。达证券分析员近期与首要媒体管理层会面，后者谈及公司所面临的挑战与未来发展策略。管理层指出，以色列与巴勒斯坦引发的杯葛潮，影响了首要媒体广告客户的业务，进而拖累其广告收入。以巴冲突爆发以来，一些企业品牌被认为支持以色列而遭杯葛。因此，受波及的多个品牌被迫撤回或缩减广告活动，降低曝光率。一些广告商削减广告预算，并影响首要媒体的广告收入。目前，这些广告客户将资源用于危机管理和公关事务，以保护其品牌声誉。无论如何，首要媒体依然积极地通过各种努力拼成长，并专注于执行为期3年的商业策略，即提升内容素质、将更多传统广告牌升级为数码广告牌，以及开拓新收入来源。

### 数码优先  重塑Tonton
管理层分享说，首要媒体将重心放在重塑线上串流影音服务（OTT）平台--Tonton，并采用“数码优先”策略增强平台的内容。该平台计划与有影响力的人士合作，利用他们的粉丝群以提升品牌知名度。此外，首要媒体计划让旗下Big Tree户外广告公司，将把更多的传统广告牌升级为数码广告牌。数码广告牌比传统广告牌更具吸引力，还可以快速轻易地更换内容，从而进行更精确和及时地宣传活动，并让公司获得更高的广告收入。除此之外，首要媒体重新设定居家购物平台WOWSHOP的市场定位，该平台通过短视频平台TikTok推销更多知名品牌相关的新产品，以增加年轻人群体的新收入来源。同时，他们正在开发与知名品牌。相关的新产品，例如开发美容和健康相关的知名品牌-- Le Nona 产品系列，并开发新的知识产权（IP）。综合所有因素，达证券维持首要媒体的“卖出”评级，目标价从36仙上调至40仙。 

## 相关频道
- Go Shop – Astro的购物频道